# انقطاع الكهرباء في لبنان 2024
انقطاع التيار الكهربائي في لبنان عام 2024 هو انقطاع مستمر للتيار الكهربائي حدث على مستوى البلاد في جميع أنحاء لبنان بدأ في 17 أغسطس 2024 بسبب نفاد احتياطيات الوقود لشركة كهرباء لبنان الحكومية لمحطات الطاقة الخاصة بها، أدى الانقطاع إلى نقص واسع النطاق في المياه بسبب عدم قدرة شركات المياه اللبنانية على ضخ المياه بكميات فعالة، فضلاً عن توقف العديد من المؤسسات الأساسية في جميع أنحاء لبنان، بما في ذلك أنظمة معالجة مياه الصرف الصحي والموانئ والمطارات السجون.

## الاستجابة
- العراق: بالتزامن مع انقطاع التيار الكهربائي، رفضت الحكومة العراقية تجديد عقدها لتزويد لبنان بالوقود مقابل الخدمات بسبب مخاوف مالية، وخاصة فيما يتعلق بقرار البنك المركزي اللبناني بعدم الموافقة على خط ائتمان بقيمة 700 مليون دولار من أجل إبقاء لبنان ضمن حدود الاتفاقية. حاول رئيس الوزراء اللبناني نجيب ميقاتي إقناع العراق بالتنازل عن ديونه البالغة 700 مليون دولار من المبلغ الأولي والذي تضمن زيارة إلى بغداد، والتي تم رفضها، صرح رئيس الوزراء العراقي محمد شياع السوداني أنه سيجدد الاتفاقية بإضافة 700 مليون دولار أخرى إلى الدين الأصلي، مما سيؤدي إلى مضاعفة الدين المستحق للعراق على لبنان إلى 1.4 مليار دولار. رفض البنك المركزي اللبناني هذا الاقتراح.[3]
- الجزائر: قالت الإذاعة الجزائرية إن الجزائر ستزود لبنان على الفور بكميات من الوقود لتشغيل محطات الكهرباء وإعادة التيار في البلاد.[4][5]